# James Sikking

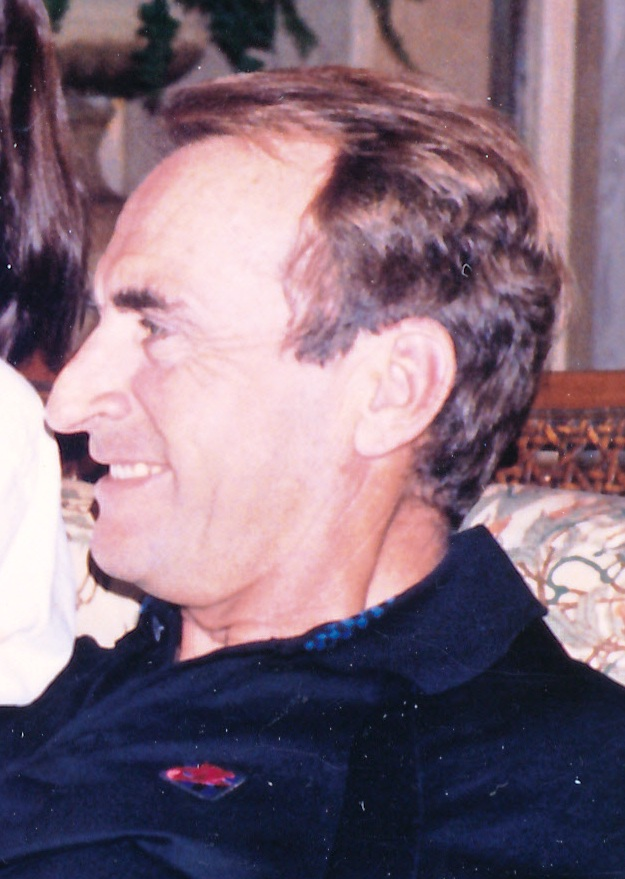
James Barrie Sikking (2010)

James Barrie Sikking (* 5. März 1934 in Los Angeles, Kalifornien; † 13. Juli 2024 ebenda) war ein US-amerikanischer Schauspieler. Seine bekannteste Rolle ist die des Lt. Hunter, den er ab 1981 in der Polizeifernsehserie Polizeirevier Hill Street spielte. 

## Leben
James Sikking war der Sohn von Sue Sikking, der Gründerin der Santa Monica’s Unity-by-the-Sea Church. Er wuchs mit seinen Brüdern und einer Schwester in seiner Geburtsstadt Los Angeles auf. Sein Bruder Robert „Bob“ Paxton Sikking (1922–1988) diente während des Zweiten Weltkriegs in der 101. US-Luftlandedivision. James Sikking besuchte die El Segundo High School und studierte später an der University of California, Santa Barbara, UCLA und der University of Hawaiʻi.
Während seiner Studienzeit begann sein Interesse für die Schauspielerei, und er hatte 1955 als namenloser Statist in dem Western Fünf Revolver gehen nach Westen sein Leinwanddebüt. Sikking spielte noch häufig solche Rollen, bevor ihm Anfang der 1970er Jahre der Durchbruch gelang und seine Rollen bedeutender wurden. So trat er unter anderem in Scorpio, der Killer, Outland – Planet der Verdammten und als Föderationscaptain Styles in Star Trek III: Auf der Suche nach Mr. Spock auf. 
Parallel dazu spielte er regelmäßig in Serien mit, wobei seine bedeutendsten Rolle die des Lt. Howard Hunter war, den er von 1981 bis 1987 in 140 Folgen der Polizeifernsehserie Polizeirevier Hill Street spielte. Von 1989 bis 1993 verkörperte er als Dr. David Howser in 90 Folgen der Arztserie Doogie Howser, M.D. den Vater der Hauptfigur.
Sikking war von 1953 bis 1954 mit Mary Roanne Blakeman verheiratet, mit der er ein gemeinsames Kind bekam. Ab 1962 war er mit Florine Caplan verheiratet, mit der er zwei weitere Kinder bekam. Sikking starb im Juli 2024 in Los Angeles im Alter von 90 Jahren.

## Filmografie (Auswahl)

### Film
- 1955: Fünf Revolver gehen nach Westen (Five Guns West)
- 1964: Der Würger von Boston (The Strangler)
- 1967: Point Blank
- 1969: Der Mann mit dem Katzenkäfig (Daddy’s Gone A-Hunting)
- 1971: Flucht vom Planet der Affen (Escape from the Planet of the Apes)
- 1972: Der Todesritt der glorreichen 7 (The Magnificent Seven Ride!)
- 1972: Polizeirevier Los Angeles-Ost (The New Centurions)
- 1972: Start ins Ungewisse (Family Flight)
- 1973: Der sechs Millionen Dollar Mann – Das Erpressersyndikat (The Six Million Dollar Man: Solid Gold Kidnapping)
- 1973: Im letzten Moment (The Alpha Caper)
- 1973: Scorpio, der Killer (Scorpio)
- 1974: Der Killer im Kopf (The Terminal Man)
- 1977: Der Mann in der Todeszelle (Kill Me If You Can)
- 1977: Der vergessene Kennedy (Young Joe, the Forgotten Kennedy)
- 1978: Unternehmen Capricorn (Capricorn One)
- 1979: Der elektrische Reiter (The Electric Horseman)
- 1980: Das große Finale (The Competition)
- 1980: Eine ganz normale Familie (Ordinary People)
- 1981: Outland – Planet der Verdammten (Outland)
- 1983: Ein Richter sieht rot (The Star Chamber)
- 1984: Das turbogeile Gummiboot (Up the Creek)
- 1984: Star Trek III: Auf der Suche nach Mr. Spock (Star Trek III: The Search for Spock)
- 1985: Star Cracks – Die irre Bruchlandung der Außerirdischen (Morons from Outer Space)
- 1986: Soul Man
- 1987: Die Hexen von Bay Cove (Bay Coven)
- 1987: Los Angeles Police: Mord auf dem Freeway (Police Story: The Freeway Killings)
- 1988: Eine tödliche Affäre (Too Good to Be True)
- 1989: Der Fall Nixon (The Final Days)
- 1989: Desperado 5: Land ohne Gesetz (Desperado: Badlands Justice)
- 1989: Geheimbund der Rose (Brotherhood of the Rose)
- 1990: Narrow Margin – 12 Stunden Angst (Narrow Margin)
- 1991: Flug ins Dunkel (Final Approach)
- 1992: Der Schein trügt (Doing Time on Maple Drive)
- 1993: Die Akte (The Pelican Brief)
- 1994: Der Fluch des Magiers (Seduced by Evil)
- 1995: Blutiger Befehl (In Pursuit of Honor)
- 1999: Meuterei in Port Chicago (Mutiny)
- 2000: Der Tod fliegt mit (Nowhere to Land)
- 2001: Gefangen in eisigen Tiefen (Submerged)
- 2005: Ein Mann für eine Saison (Fever Pitch)
- 2008: Verliebt in die Braut (Made of Honor)

### Serie
- 1964–1966: Auf der Flucht (The Fugitive, drei Folgen)
- 1965–1974: FBI (The F.B.I., zehn Folgen)
- 1967–1968: Bonanza (zwei Folgen)
- 1968–1970: Ein Käfig voller Helden (Hogan’s Heroes, drei Folgen)
- 1970–1972: Kobra, übernehmen Sie (Mission: Impossible, zwei Folgen)
- 1970–1973: Mannix (zwei Folgen)
- 1970–1973: Twen-Police (The Mod Squad, drei Folgen)
- 1976/77: Unsere kleine Farm (3. Staffel, Die Bedrohung – Teil 2)
- 1977: Drei Engel für Charlie (Charlie’s Angels, Folge: Drei sattelfeste Engel)
- 1977–1978: Detektiv Rockford – Anruf genügt (The Rockford Files, zwei Folgen)
- 1978: Hawaii Fünf-Null (Hawaii Five-O, zwei Folgen)
- 1978: Der unglaubliche Hulk (The Incredible Hulk) (Fernsehserie)
- 1981–1987: Polizeirevier Hill Street (Hill Street Blues, 140 Folgen)
- 1979: Drei Engel für Charlie (Charlie’s Angels, Folge: Dame im Spiel)
- 1989–1993: Doogie Howser, M.D. (97 Folgen)
- 1997–1998: Brooklyn South (20 Folgen)
- 2001–2002: The Guardian – Retter mit Herz (The Guardian, zwei Folgen)
- 2004: Lass es, Larry! (Curb Your Enthusiasm, zwei Folgen)